# 余惠俊
余 惠俊（ユ・フイジュン、1954年6月23日 - ）は香港のアマチュア天文学者である。

## 経歴
香港で生まれ、香港理工大学を卒業した。香港天文学会の副会長を務めた。
本人の名を冠した小惑星が存在する。

## 参考資料
- 探射燈：港專家：未足證「表哥」宜居
- 天文學會組長：尋外星生命「點」 連「線」人類未來 アーカイブ 2020年11月5日 - ウェイバックマシン
- 國際流星組織：2018流星雨日曆 アーカイブ 2017年12月23日 - ウェイバックマシン